# Banque Scotia
Pour les articles homonymes, voir Scotia (homonymie).
La Banque de Nouvelle-Écosse (anglais : Bank of Nova Scotia), exerçant ses activités sous le nom de Banque Scotia (anglais : Scotiabank) est une banque à charte canadienne.
La Banque Scotia est l'une des plus importantes institutions financières en Amérique du Nord et la plus internationale des banques canadiennes.
Le bureau de la direction a été transféré à Toronto en 1900, mais le siège social se trouve encore à Halifax. La Banque Scotia a maintenant des activités dans toutes les sphères du marché financier, grâce à sa propre compagnie d'assurance-vie, à sa maison de courtage et à sa compagnie de fiducie, et à un certain nombre d'achats, dont celui de Montreal Trustco, en 1994. Elle emploie, aujourd'hui, plus de 81 000 personnes dans une cinquantaine de pays à travers le monde.

## Histoire

### Débuts

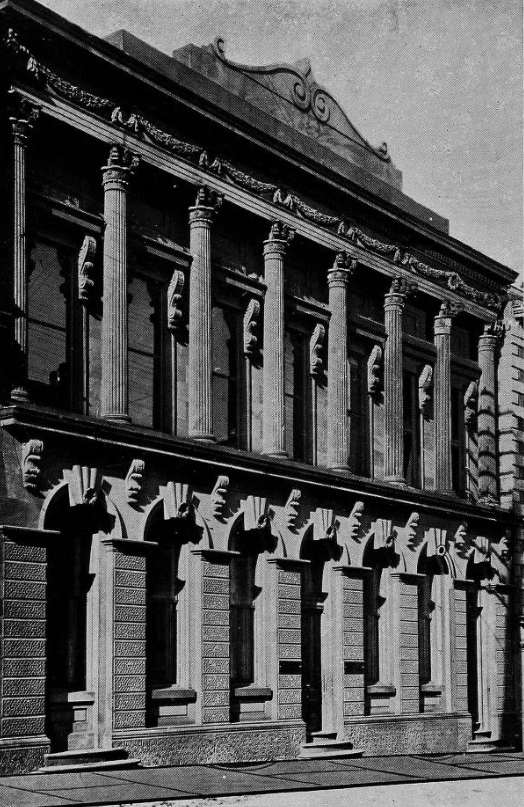
La banque a construit son premier bâtiment sur la rue Hollis à Halifax en 1837.

La Banque de Nouvelle-Écosse a été fondée en 1832 à Halifax. Elle est la deuxième banque à charte la plus ancienne au Canada. Elle ouvre sa première succursale dans les Maritimes, mais elle s'installe aussi à Winnipeg et au Minnesota dans les années 1880, à l'époque de la construction du Canadien Pacifique.
Entre 1883 et 1919, elle fusionne avec des banques moins importantes, la première étant la Union Bank de l'Île-du-Prince-Édouard et la dernière, la Bank of Ottawa. Elle est la première banque à s'installer aux Caraïbes, en ouvrant une agence à la Jamaïque dès 1889 ; elle établit aussi une agence à Londres dès 1920.

### Expansion
Durant les années 1960, la banque se diversifie de nouveau au niveau international : elle exploite à ce moment plus de 200 agences et filiales dans 18 pays, et possède 1460 succursales et agences au Canada. Elle offre une gamme de services financiers parmi lesquels le commerce de l'or et de l'argent, les prêts hypothécaires, le crédit-bail et des services immobiliers et de fiducie. Maintenant appelée couramment la « Banque Scotia », elle a été pionnière dans le développement de plusieurs services financiers destinés à simplifier les opérations bancaires du consommateur ordinaire.
En plus de veiller à l'expansion de ses services aux particuliers, la Banque de Nouvelle-Écosse a commencé à fournir, dès le début des années 1980, des services bancaires aux entreprises par l'intermédiaire de ses bureaux de New York.
En 1981, elle devient la première banque canadienne à offrir les services d'une agence complète au Japon et participe aussi à l'essai des applications commerciales d'un satellite de communication au monde des affaires.
En 1983, elle étendait ses services à plusieurs autres villes américaines et canadiennes sous l'impulsion de la demande des clients.
En 1988, la Banque de Nouvelle-Écosse se portait acquéreur de McLeod Young Weir (désignée par la suite sous le nom de ScotiaMcLeod), une importante firme de courtage de Toronto fondée en 1921. En novembre 1995, ScotiaMcLeod était officiellement intégrée à la division des marchés des capitaux de La Banque de Nouvelle-Écosse sous le nom de Marchés des capitaux Scotia. Pour fermer la boucle des compétences ainsi réunies, La Banque de Nouvelle-Écosse fait peu après l'acquisition du Groupe Mocatta - un chef de file de longue date du courtage des métaux précieux - et crée l'entité actuelle baptisée ScotiaMocatta.

### Expansion récente

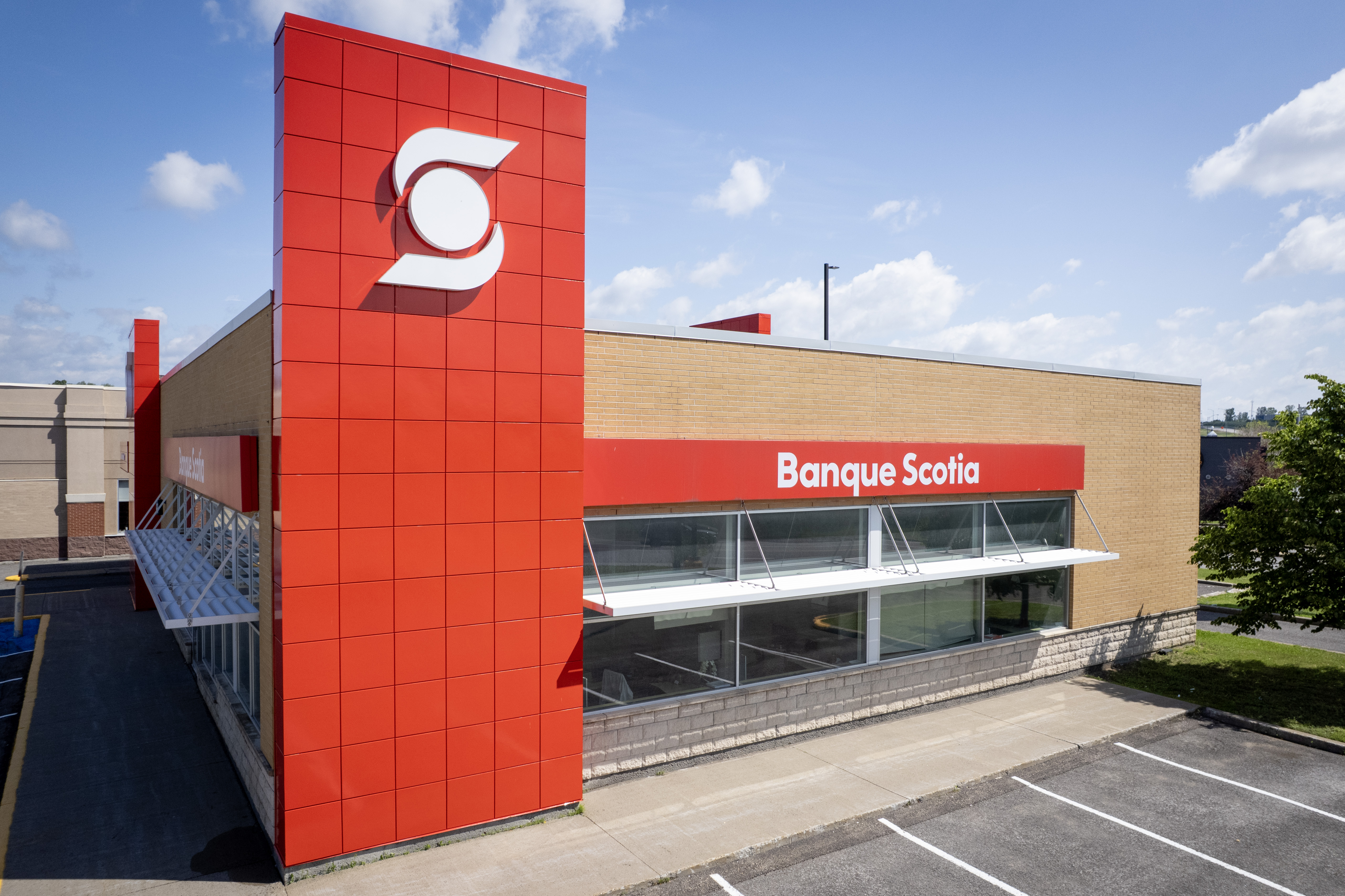
Succursale de la Banque Scotia à Québec.

Le 1er novembre 1999, la Banque de Nouvelle-Écosse a mis en commun les ressources de ses deux divisions des Services bancaires aux sociétés et des Services bancaires d'investissement pour mettre sur pied notre nouvelle structure intégrée, Scotia Capitaux.
En 2000, le Groupe Banque Scotia a fait l'acquisition de Grupo Financiero Inverlat, un groupe financier très réputé comptant plus de 60 ans d'expérience sur le marché mexicain. En 2005, Scotia Capitaux a créé la plate-forme intégrée de services bancaires de gros destinée à nos clients de la zone de l'ALENA afin d'optimiser les services qui leur sont offerts.
En juin 2005, la Banque de Nouvelle-Écosse a acquis Waterous & Co. et l'a regroupée avec sa division des fusions et acquisitions des sociétés pétrolières et gazières de Scotia Capitaux, pour former Scotia Waterous, un puissant chef de file en matière de fusions et d'acquisitions dans le secteur du pétrole et du gaz naturel.
En juin 2006, la Banque de Nouvelle-Écosse acquiert les activités canadiennes de la Banque Nationale de Grèce.
En juillet 2008, la banque de Nouvelle-Écosse acquiert les activités canadiennes de E-Trade pour 442 millions de dollars,.

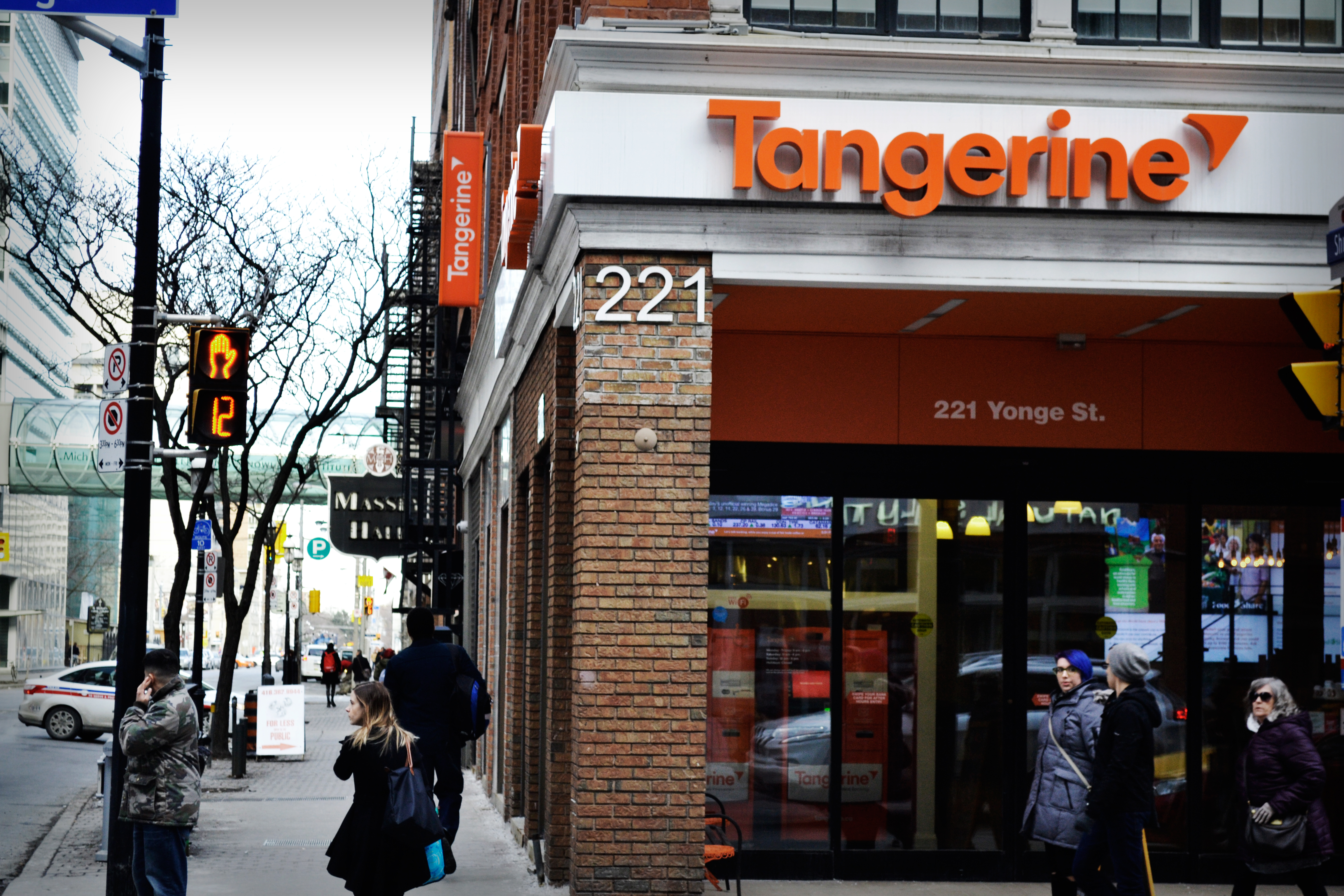
Succursale de Tangerine à Toronto.

En février 2011, la Banque de la Nouvelle-Écosse acquiert les 82 % qu'il ne détenait pas encore dans DundeeWealth pour 2,3 milliards de dollars,.
Le 29 août 2012, la Banque de la Nouvelle-Écosse achète la banque en ligne ING Direct Canada pour 3,13 milliards de dollars. À la suite de cette acquisition, ING Direct Canada annonce le 5 novembre 2013 qu'elle changera son nom pour Tangerine. Ce changement est complété en avril 2014.
En juin 2013, Acquisition de 51 % de la banque Colpatria en Colombie.
En novembre 2014, la Banque de Nouvelle-Écosse annonce son souhait de faire une augmentation de capital de 7 milliards de dollars et de se séparer de 1 500 employés.
En juillet 2015, la Banque de la Nouvelle-Écosse acquiert les activités de banque de détail de Citigroup au Panama et au Costa Rica passant dans les deux pays de 137 000 clients à  387 000. 
En novembre 2017, Scotiabank acquiert la participation de 69 % que BBVA détient dans BBVA Chile pour 2,2 milliards de dollars.
En février 2022, Scotiabank annonce l'acquisition d'une participation de 16,8% dans Scotiabank Chile pour 1 milliard de dollars, faisant passer sa participation dans  Scotiabank Chile à 99,8 %.
En août 2024, Scotiabank annonce l'acquisition d'une participation de 14,9 % dans KeyCorp pour 2,8 milliards de dollars.

### Identité visuelle (logotype)

Logo de Banque Scotia de 1998 à 2019
Logo de Banque Scotia depuis 2019

## Partenariats
La Banque Scotia est membre de la Global ATM Alliance qui permet aux porteurs de carte des retraits gratuits dans des automates des banques partenaires dans le monde entier (Bank of America aux États-Unis, Barclays en Grande-Bretagne, BNP Paribas en France, Ukrsibbank en Ukraine, Westpac en Australie...).

## Mécénat
Partenaire fondateur de l'Institut canadien de la photographie, la Banque Scotia souhaite s'associer à la promotion de l'art photographique au Canada, en développant l'intérêt des Canadiens pour celui-ci, tout en aidant le public à mieux comprendre les enjeux et les forces qui sont à l'œuvre à notre époque. Dans ce but, elle s'est engagée à verser à cette institution, créée en 2015 au sein du Musée des beaux-arts du Canada à Ottawa (Ontario) et ouverte officiellement en octobre 2016, la somme de 10 millions de dollars canadiens (6 700 000 euros) afin de soutenir ses programmes et ses recherches. Ce don est le plus grand jamais accordé par la banque en près de deux siècles d'existence et marque l'engagement continu de celle-ci à l'égard de la photographie au Canada.